# Château de la Sionnière
Le château de la Sionnière est un édifice du XVIIe siècle, situé à 600 m au nord-est d'Argenton-Notre-Dame sur la commune de Bierné-les-Villages. Orné au centre d'un fronton triangulaire, il est accosté, à chaque extrémité d'un pavillon et d'une aile en retour. Un vaste perron s'étend au-devant de la demeure qui est entourée de pelouses, de prairies et de bosquets. Au fronteau du château sont les armes des Quatrebarbes.

## Histoire
La Sionnière fut un fief mouvant de Brûlon. Elle engloba la seigneurie de paroisse à la suite de son acquisition par Michel Possart, en 1460, pour 1500 écus d'or. Le seigneur avait droit de présentation à la sacristie d'Argenton.
En 1775, le roi réunit à la Sionnière les seigneuries de la Potterie, l'Hommaie, Châtelain et Romfort en faveur d'Hyacinthe René de Quatrebarbes.
Dans la chapelle construite en 1776 ou peu, fut transféré le service des chapelles de la Masserie de Meslay, de la Pihardière de Courbeveille, etc. On en demande la conservation en l'an XII.
Le château et surtout les caves sont pillées par les bataillons de la Nièvre et du Calvados qui y logent, 11 septembre 1794.

## Seigneurs
- Geoffroy Millet rend aveu à Brûlon par le moyen de Jean de Scépeaux, 1405.

### Famille Possart
- Michel Possart[1], du chef de Catherine Fléant, sa femme, 1450. 1460.
- Guillaume Possart, tué ainsi que Jean son frère en 1482, par Louis des Barres, sieur de la Maroutière
- Jean Possart, époux de Nicole Le Vayer, dame des Trées (Saulges), fille du seigneur de Ballée, 1501
- Jean Possart, 1538, 1553
- Pierre Possart, 1559. Il avait été marié ou fiancé à Julienne Lemétayer, veuve de François de la Vairie qui mourut prisonnier de Gabriel Ier de Montgomery à Pontorson; Julienne se plaignit à l'official d'avoir dû subir de nombreuses violences du sire de la Sionnière et de sa belle-sœur, la dame de Montflaux, chez laquelle elle s'était retirée. Elle s'enfuit chez le seigneur du Frêne, le mari de sa tante. Pierre Possart eut néanmoins, après sa mort, une épitaphe élogieuse dans l'église d'Argenton-Notre-Dame[2].
- François Possart épousa Renée de la Boissière, dame de Sainte-Plaine, 1605

### Famille du Boul
La Sionnière est devenue la propriété de la famille du Boul à la suite du mariage de Charles du Boul et de Renée Possart, veuve, en 1655. 
- Charles du Boul, 1608, 1647
- Michel du Boul, sieur de Grigné, 1655, veuf d'Anne Le Gué, 1675, 1679

### Famille de Quatrebarbes
Elle échut à la famille de Quatrebarbes lorsqu'Anne du Boul unit sa destinée à celle d'Alexis de Quatrebarbes en 1675.
- Alexis de Quatrebarbes, il accepta la démission de biens de son beau-père en se chargeant de ses dettes, 1679, laissa sa femme veuve, 1690, 1711
- Hyacinthe de Quatrebarbes, épousa à Château-Gontier, en 1712 Anne Le Masson, fille de René Le Masson, procureur du roi[3]. Sa veuve mourut en 1767.
- Hyacinthe-René de Quatrebarbes, époux de Marie-Anne Débonnaire[4]. Il figure à l'assemblée de la noblesse d'Anjou en 1789.

Pendant la Révolution, malgré une vente nationale qui ne fut qu'un moyen de sauver l'héritage de cette famille, le domaine de la Sionnière est resté la propriété et la demeure des Quatrebarbes. Le château et ses caves subirent le pillage des bataillons de la Nièvre et du Calvados qui y logeaient, le 11 septembre 1794.

## Source
« Château de la Sionnière », dans Alphonse-Victor Angot et Ferdinand Gaugain, Dictionnaire historique, topographique et biographique de la Mayenne, Laval, A. Goupil, 1900-1910 [détail des éditions] (BNF 34106789, présentation en ligne), t. IV, p.873.